# Penn multirulle
Penn multirulle är en tillverkare av multirulle ifrån USA har generellt tillverkat större rullar för stora fiskar som till exempel haj och svärdfisk som fångas under havsfiske. Tillverkar även mindre multirullar för fiske efter till exempel gädda.